# 너의 이름은 희망
〈너의 이름은 희망〉(일본어: 君の名は希望 키미노나와키보[*])은 노기자카46의 5번째 싱글이다.

## 개요
전작 〈교복의 마네킹〉으로부터 약 3개월 만의 싱글이다.

## 차트 성적
2013년 3월 25일 자 오리콘 주간 싱글 차트에서 첫 등장 1위에 랭크 인했다. 노기자카46 싱글의 1위 획득은 〈이리 와 샴푸〉로부터 4작 연속이 되었다. 초동 매상은 약 24.2만 매가 되어, 전작 〈제복의 마네킹〉이 기록하고 있던 약 23.3만 매를 웃돌아, 초동 매상의 자기 최고 기록을 갱신했다.

## 수록곡

### Type-A
자켓 사진 (표지):시라이시 마이·이코마 리나
1. 君の名は希望 / 너의 이름은 희망 [5:24]
(작사: 아키모토 야스시 / 작곡: 스기야마 카츠히코 / 편곡:스기야마 카츠히코, 아라키 타츠로)
2. シャキイズム / 샤키이즘 [4:11]
(작사: 아키모토 야스시 / 작곡·편곡: 오카모토 켄스케)
  - 하우스식품 《메가샤키》 CM 송
3. ロマンティックいか焼き / 로맨틱 오징어 구이 [4:28]
(작사: 아키모토 야스시 / 작곡: 요코 켄스케 / 편곡: 시게나가 료스케)
4. 君の名は希望 off vocal ver.
5. シャキイズム off vocal ver.
6. ロマンティックいか焼き off vocal ver.

### Type-B
자켓 사진 (표지):사쿠라이 레이카·이쿠타 에리카·하시모토 나나미
1. 君の名は希望 / 너의 이름은 희망
2. シャキイズム / 샤키이즘
3. 13日の金曜日 / 13일의 금요일 [3:41]
(작사: 아키모토 야스시 / 작곡: 아미모토 나오노부 / 편곡: 유아사 아츠시)
4. 君の名は希望 off vocal ver.
5. シャキイズム off vocal ver.
6. 13日の金曜日 off vocal ver.

### Type-C
자켓 사진 (표지):마츠무라 사유리·호시노 미나미·아키모토 마나츠
1. 君の名は希望 / 너의 이름은 희망
2. シャキイズム / 샤키이즘
3. でこぴん / 데코핑 [4:41]
(작사: 아키모토 야스시 / 작곡·편곡: 나카츠치 토모히로)
4. 君の名は希望 off vocal ver.
5. シャキイズム off vocal ver.
6. でこぴん off vocal ver.

### 통상반
자켓 사진 (표지):이코마 리나·하시모토 나나미·시라이시 마이·호시노 미나미·아키모토 마나츠·마츠무라 사유리·이쿠타 에리카·사쿠라이 레이카
1. 君の名は希望 / 너의 이름은 희망
2. シャキイズム / 샤키이즘
3. サイコキネシスの可能性 / 사이코키네시스의 가능성 [3:59]
(작사: 아키모토 야스시 / 작곡: 스기야마 카츠히코, 오구라 신코 / 편곡: 쿄다 세이치)
4. 君の名は希望 off vocal ver.
5. シャキイズム off vocal ver.
6. サイコキネシスの可能性 off vocal ver.

## 선발 멤버

### 너의 이름은 희망
(센터:이코마 리나)
- 1열: 이쿠타 에리카, 이코마 리나, 호시노 미나미
- 2열: 사쿠라이 레이카, 하시모토 나나미, 시라이시 마이, 마츠무라 사유리, 아키모토 마나츠
- 3열: 이토 네네, 나카다 카나, 이노우에 사유리, 니시노 나나세, 와카츠키 유미, 후카가와 마이, 나가시마 세이라, 타카야마 카즈미

### 샤키이즘
- 아키모토 마나츠, 이쿠타 에리카, 이코마 리나, 이토 네네, 이노우에 사유리, 사쿠라이 레이카, 시라이시 마이, 타카야마 카즈미, 나카다 카나, 나가시마 세이라, 니시노 나나세, 하시모토 나나미, 후카가와 마이, 호시노 미나미, 마츠무라 사유리, 와카츠키 유미

### 로맨틱 오징어 야키
- 아키모토 마나츠, 이쿠타 에리카, 이코마 리나, 이토 네네, 이노우에 사유리, 사쿠라이 레이카, 시라이시 마이, 타카야마 카즈미, 나카다 카나, 나가시마 세이라, 니시노 나나세, 하시모토 나나미, 후카가와 마이, 호시노 미나미, 마츠무라 사유리, 와카츠키 유미

### 13일의 금요일
(센터:사이토 유리)
- 안도 미쿠모, 이치키 레나, 이토 마리카, 에토 미사, 카시와 유키나, 카와고 히나, 카와무라 마히로, 사이토 아스카, 사이토 치하루, 사이토 유리, 나카모토 히메카, 노죠 아미, 하타나카 세이라, 히구치 히나, 미야자와 세이라, 야마토 리나, 와다 마야

### 데코핑
- 시라이시 마이, 타카야마 카즈미, 하시모토 나나미, 후카가와 마이, 마츠무라 사유리

### 사이코키네시스의 가능성
(센터:사쿠라이 레이카, 니시노 나나세)
- 아키모토 마나츠, 이토 네네, 이노우에 사유리, 사쿠라이 레이카, 나카다 카나, 나가시마 세이라, 니시노 나나세, 와카츠키 유미